# Дог-Крік 2
Дог-Крік 2 (англ. Dog Creek 2) — індіанська резервація в Канаді, у провінції Британська Колумбія, у межах регіонального округу Карібу.

## Населення
За даними перепису 2016 року, індіанська резервація нараховувала 20 осіб, показавши скорочення на 33,3%, порівняно з 2011-м роком. Середня густина населення становила 9,1 осіб/км².

## Клімат
Середня річна температура становить 4,2°C, середня максимальна – 19,2°C, а середня мінімальна – -14,3°C. Середня річна кількість опадів – 388 мм.
| Клімат поселення                              | Клімат поселення | Клімат поселення | Клімат поселення | Клімат поселення | Клімат поселення | Клімат поселення | Клімат поселення | Клімат поселення | Клімат поселення | Клімат поселення | Клімат поселення | Клімат поселення | Клімат поселення |
| Показник                                      | Січ.             | Лют.             | Бер.             | Квіт.            | Трав.            | Черв.            | Лип.             | Серп.            | Вер.             | Жовт.            | Лист.            | Груд.            |                  |
| Середній максимум, °C                         | −1,04            | 2,29             | 6,30             | 11,15            | 15,66            | 19,21            | 19,21            | 19,14            | 14,45            | 8,86             | 1,78             | −3,09            |                  |
| Середня температура, °C                       | −7,69            | −4,34            | −0,33            | 4,49             | 9,01             | 12,57            | 15,32            | 15,25            | 10,56            | 4,96             | −2,11            | −6,98            |                  |
| Середній мінімум, °C                          | −14,32           | −11              | −6,97            | −2,15            | 2,37             | 5,92             | 11,43            | 11,35            | 6,66             | 1,07             | −6,01            | −10,89           |                  |
| Норма опадів, мм                              | 29               | 21               | 20               | 19               | 36               | 62               | 43               | 45               | 29               | 25               | 26               | 33               |                  |
| Середньомісячна швидкість вітру, м/с          | 2.18             | 2.28             | 2.58             | 2.78             | 2.59             | 2.41             | 2.26             | 2.06             | 2.06             | 2.40             | 2.46             | 2.30             |                  |
| Середньомісячна сонячна радіація, кДж/м²·день | 3145             | 6093             | 10901            | 15675            | 19002            | 20619            | 21272            | 18045            | 12588            | 6974             | 3475             | 2425             |                  |
| --------------------------------------------- | ---------------- | ---------------- | ---------------- | ---------------- | ---------------- | ---------------- | ---------------- | ---------------- | ---------------- | ---------------- | ---------------- | ---------------- | ---------------- |
| Джерело:                                      |                  |                  |                  |                  |                  |                  |                  |                  |                  |                  |                  |                  |                  |